# Велика награда Сан Марина 2000.
Велика награда Сан Марина 2000. године је била трка у светском шампионату Формуле 1 2000. године која се одржала на аутомобилској стази „Енцо и Дино Ферари“ у Имоли, 9. априла 2000. године.
Победник је био Михаел Шумахер, другопласирани Мика Хакинен, док је трку као трећепласирани завршио Дејвид Култард.